# Зеленодольский проезд
Зеленодо́льский прое́зд (до 4 декабря 2012 года — проекти́руемый про́езд № 5051) — проезд в Юго-Восточном административном округе города Москвы на территории района Кузьминки.

## История
Проезд получил современное название по примыканию к Зеленодольской улице. До 4 декабря 2012 года назывался проекти́руемый про́езд № 5051.

## Расположение
Зеленодольский проезд проходит от Зеленодольской улицы на северо-запад до Жигулёвской улицы (согласно Яндекс.Картам). На картах OpenStreetMap и Картах Google обозначен как Окский проезд. По Зеленодольскому проезду не числится домовладений.

## Транспорт

### Автобус
- 143: от Зеленодольской улицы до Жигулёвской улицы.
- 569: от Зеленодольской улицы до Жигулёвской улицы.
- Вк: от Жигулёвской улицы до Зеленодольской улицы.
- Вч: от Зеленодольской улицы до Жигулёвской улицы.

### Метро
- Станция метро «Кузьминки» Таганско-Краснопресненской линии — южнее проезда, на площади Славы на пересечении Волгоградского проспекта с Жигулёвской и Зеленодольской улицами и улицей Маршала Чуйкова.